# Iglesia de San Acisclo y Santa Victoria (Surp)

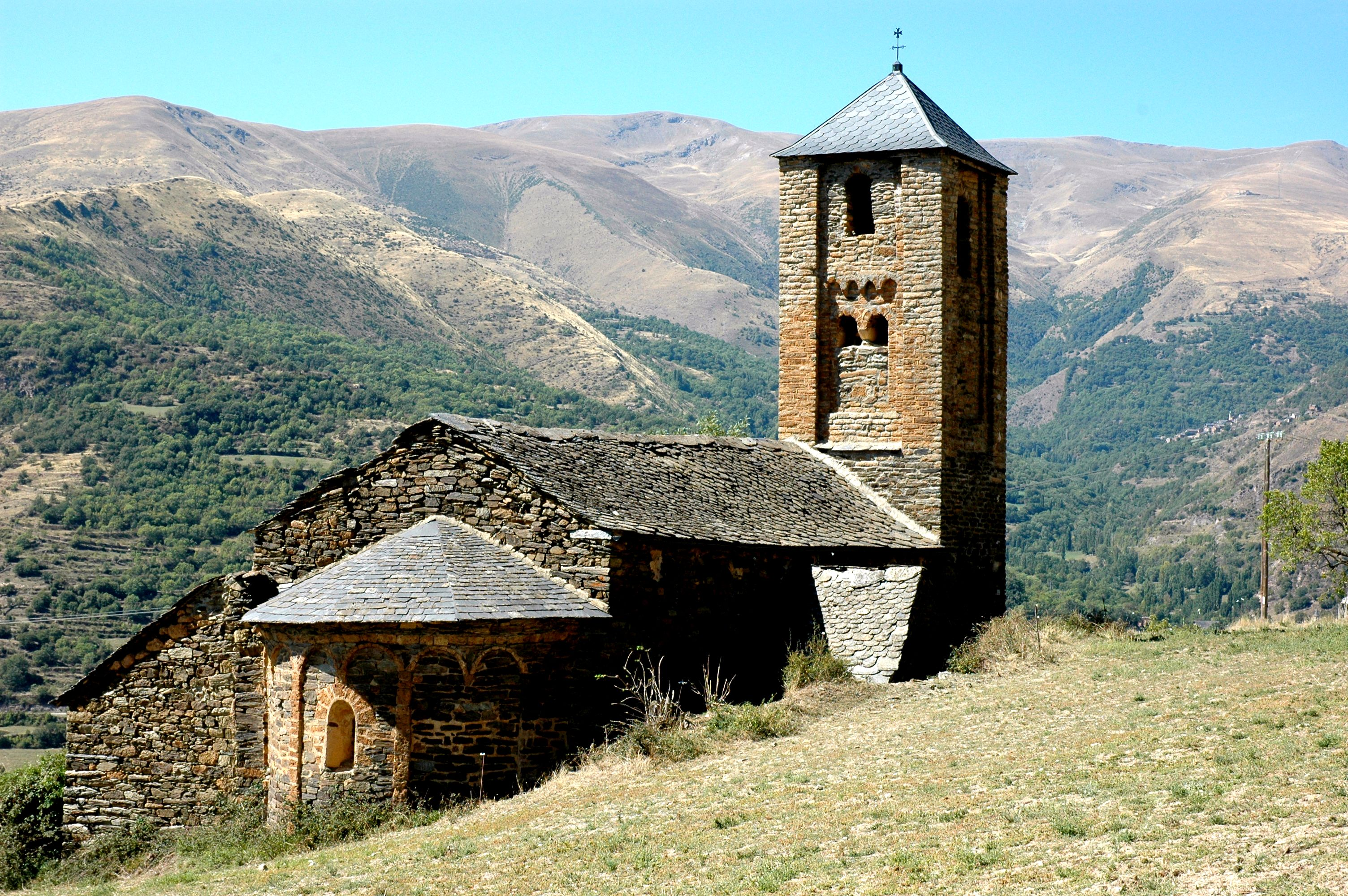
Iglesia de Sant Iscle y Santa Victòria de Surp.

La iglesia de San Acisclo y Santa Victoria es el templo católico de la localidad de Surp, dentro del término municipal de Rialp de la provincia de Lérida, en España.

## Advocación
San Acisclo y santa Victoria fueron dos hermanos mártires originarios de Córdoba a los que se han dedicado numerosas iglesias en Cataluña. En el monasterio de San Salvador en Breda se veneran las reliquias de San Acisclo, cedidas en el siglo XI por el vizconde de Gerona después de participar en una expedición catalana a Córdoba.

## Construcción
Se trata de un edificio románico que ha sido modificado en diversas ocasiones. Se conserva aún el ábside, decorado con arcuaciones y bandas de estilo lombardo. El campanario es también románico y tiene cubierta piramidal. Las ventanas de la torre son geminadas con arcuaciones.
En el ábside se encontraban diversas pinturas murales, obra del Maestro del Juicio Final,  que fueron trasladadas a diversos museos. El fragmento de mayor tamaño se encuentra en el Museo Diocesano de la Seo de Urgel. Otro fragmento importante que representa a San Juan Apóstol está depositado en el Museo Nacional de Arte de Cataluña. Un tercer fragmento, en el que aparece San Juan Evangelista junto a dos apóstoles, está en el Toledo Museum of Art de Toledo (Ohio)